# Fleur de Paris
Cet article concerne un film de 1916. Pour la chanson de 1944, voir fleur de Paris (chanson).
Fleur de Paris est un moyen métrage français  muet, réalisé par André Hugon, sorti en 1916.

## Synopsis
Les tribulations de Margot, pauvre couturière admiratrice de Mistinguett.

## Fiche technique
- Réalisation : André Hugon
- Scénario : Gem
- Société de production : Pathé Frères
- Société de distribution : Établissements Louis Aubert
- Format : Noir et blanc - Muet - 1,33:1 - 35 mm
- Durée : 40 min.
- Date de sortie : 
  - France : 3 novembre 1916

Source : IMDb et bifi

## Distribution
- Mistinguett : Margot Panard / Mistinguett
- Harry Baur : Harry
- Louis Paglieri
- Guita Dauzon
- Marc Gérard